# Nadia Márquez
Nadia Judith Márquez (Neuquén, 2 de febrero de 1983) pastora, abogada, escritora[cita requerida] y política argentina, que desde el 10 de diciembre del año 2023 se desempeña como y Diputada Nacional por la provincia de Neuquén, formando parte de La Libertad Avanza, coalición oficialista durante el periodo presidencial de Javier Milei.

## Biografía y familia
Márquez es hija del pastor evangélico Hugo Márquez, de la iglesia Bautista Jesús es Rey y vicepresidente de la Alianza Cristiana de Iglesias Evangélicas de República Argentina (ACIERA) Dicha institución apoyó a Javier Milei, siendo el presidente de la ACIERA el encargado de elevar una oración evangelista durante la asunción del presidente libertario.
El progenitor de Márquez se vio envuelto en una polémica cuando la Ministra de Capital Humano, Sandra Pettovello, firmó un convenio con la ACIERA transfiriéndole a esta organización 177 millones de pesos.
En el año 2022 junto a su esposo Matías Riffo, fue consagrada por su padre como pastora, En 2024 sería denunciada por malversación de fondos públicos por la utilización de recursos estatales en sus actividades políticas y privadas.En 2025 causó controversia al presidir la comisión investigadora por $LIBRA ya que Márquez estuvo imputada por estafa unos años antes junto a su padre, según la fiscalía montaron una red de préstamos a feligreses basados en un esquema ponzi dónde Nadia junto a su padre el pastor Hugo Márquez, habían montado un circuito de estafas dentro de la iglesia "Jesús es Rey" por un total de 140 millones de pesos, para evitar el juicio, la diputada de LLA por Neuquén aceptó cumplir con una probation. Una de las primeras medidas del gobierno fue otorgar a la iglesia 170 millones de pesos de comedores alimentarios, que el Gobierno se los había quitado dio los fondos a la iglesia de su familia. También fue acusada de ser «parte de negociados con Anses, ISSN y PAMI

## Carrera política
Sus inicios a la política se remontan al  año 2018 cuando los movimientos feministas fortalecieron y lograron que el debate por el Aborto en Argentina ingresara en la agenda pública. En dicho marco, Márquez se convierte en una de las principales referentes del movimiento provida en la provincia. 
En el año 2019 fue candidata a concejal en las elecciones internas del movimiento popular neuquino, representando a la lista violeta del entonces vicegobernador Rolando Figueroa. Ingresa al mundo de la política institucional ese mismo año cuando con el 9,21% de los votos es elegida concejal del Consejo Deliberante de la Ciudad de Neuquén por el partido de la Democracia Cristiana, impulsada por el exgobernador de la provincia, Jorge Sobisch. Desde su banca promovió distintas políticas orientadas a su ideología, como por ejemplo, impulso la ordenanza municipal que estableció al 25 de marzo como el Día del Niño por Nacer en la Ciudad de Neuquén. Reforzó su lucha ideológica cuando se negó a ser presentada como concejala al entender que el término conlleva un tema ideológico.
En el año 2023 fue candidata a legisladora provincial en las elecciones legislativas de Neuquén representando a las ideas libertarias, obteniendo una banca en la Honorable Legislatura de la Provincia de Neuquén, cargo al que renuncia cuando ese mismo año es elegida como diputada nacional.
Bajo el sello Arriba Neuquén, en el año 2023 se presentó como candidata a Diputada Nacional, mostrándose aliada de Javier Milei, siendo electa tras alcanzar el 35,52% de los votos en las elecciones del 22 de octubre.
En 2024 fue criticado su rol en la Alianza Cristiana de Iglesias Evangélicas de la Argentina ya que la entidad recibió del gobierno nacional de Javier Milei 177 millones de fondos públicos para intermediarios evangelistas.
Tras la decisión del gobierno de tercerizar la ayuda alimentaria a través de fondos públicos otorgados a pastores evangelistas que lo apoyaron en la campaña presidencial.
Desde 2021 pastores evangélicos de rama pentecostal mostraron afinidad ideológica con la ultraderecha, predicando el voto a Milei desde los púlpitos y llamando desde sus templos a votar a Javier Milei en 2023, varios pastores entre ellos Márquez realizaría la campaña proselitista en los actos religiosos.
 El apoyo de sectores pentecostales a La Libertad Avanza se dio a cambio de la promesa de derogar leyes, cerrar el instituto antidiscriminación y la promesa del manejo de fondos públicos por parte de pastores, el estrecho vínculo con las iglesias evangélicas más importantes del país se dio de la mano de la ministra Petovello y Márquez. 

## Ideología
Márquez se ha mostrado en contra de la despenalización del aborto. Por otro lado, comparó al feminismo con el holocausto judío.
Se mostró como una dura opositora a las políticas de género y de la comunidad LGBT. En este marco, se vio envuelta en una polémica cuando, junto a su padre, organizaron en una Escuela Evangélica una charla impartida por el politólogo Agustín Laje y el abogado Nicolás Márquez .Ya siendo concejal de la Ciudad de Neuquén, respaldó dichos de un participante de Gran Hermano quien llamó degenerados a las personas homosexuales.
Durante la Pandemia de COVID-19 se mostró en contra de las vacunas utilizadas para inmunizar a la población y paliar los efectos de la enfermedad. Al mismo tiempo expresó que las vacunas modifican el ADN y contenían chips de control mental.
En sintonía con las ideas de La Libertad Avanza, se mostró en contra de las políticas ambientales calificando como invento marxista al cambio climático.

## Publicaciones[33]
- Guatemala defiende la vida [34]
- ¿Por qué los cristianos deben involucrarse en la política? [35]

## Historia electoral
|  | 9,21 % |

|  | 2,21 % |

|  | 3.49 % |

|  | 35,52 % |